# Piano Campolongo
Piano di Campolongo è un altopiano situato nel comune di Lungro, a 1350 metri s.l.m. dista 10 km dall'abitato (25 minuti di auto).
Circondato da ampie zone boschive, in una zona periferica dell'altopiano è possibile trovare una sorgente d'acqua (Fontana di Campolongo). A più di una decina di chilometri, attraversando una strada sterrata, si arriva a Piano di Novacco, nel comune di Saracena; questa strada era utilizzata per il trasporto dei tronchi durante il disboscamento dei primi del 1900.

## Costruzioni
Vi sorgono un maneggio equino ed un rifugio ristrutturato ed ampliato (Rifugio di Campolongo) dotato di cucina e pochi posti letto. Sino al 2014 esisteva nei pressi del rifugio una costruzione risalente agli inizi del '900 utilizzata come deposito dai dipendenti dell'azienda Rüeping, divenuto poi rifugio (Rifugio Palmenta). A seguito di un incendio doloso, dell'edificio non è rimasto quasi nulla.

## Disboscamento del 1900
Nei primi del '900 un'azienda tedesca, la Rüeping S.p.A. stipulò un contratto con il comune di Saracena per il taglio e lo sfruttamento delle risorse boschive. Successivamente altre zone furono interessate dalla ditta come gli spazi montani di Lungro, Firmo, San Donato di Ninea, San Sosti, Mormanno, Morano Calabro, Verbicaro. Oltre 600 persone lavorarono al disboscamento che durò fino agli anni '50 (zona di Palombaro - Saracena) e tuttavia, ancora oggi permangono alcune tracce del periodo: il rifugio Palmenta (distrutto da un incendio nel 2014), tracce di binari (sulla strada che conduce da Piano Campolongo a Cardillo) che collegavano Piano Novacco con Piano Campolongo e teleferiche che trasportavano i tronchi alla frazione di Zoccalia (Saracena) da Piano Campolongo. Dal primo decennio del 1900 fino al 1930 circa, furono distrutte oltre 100.000 risparmiandone solo pochi esemplari per ettaro. Una ferrovia forestale a scartamento ridotto (600 mm) arrivava alla stazione di Spezzano Albanese Terme per la spedizione e l'imbarco dei tronchi al porto di Sibari.

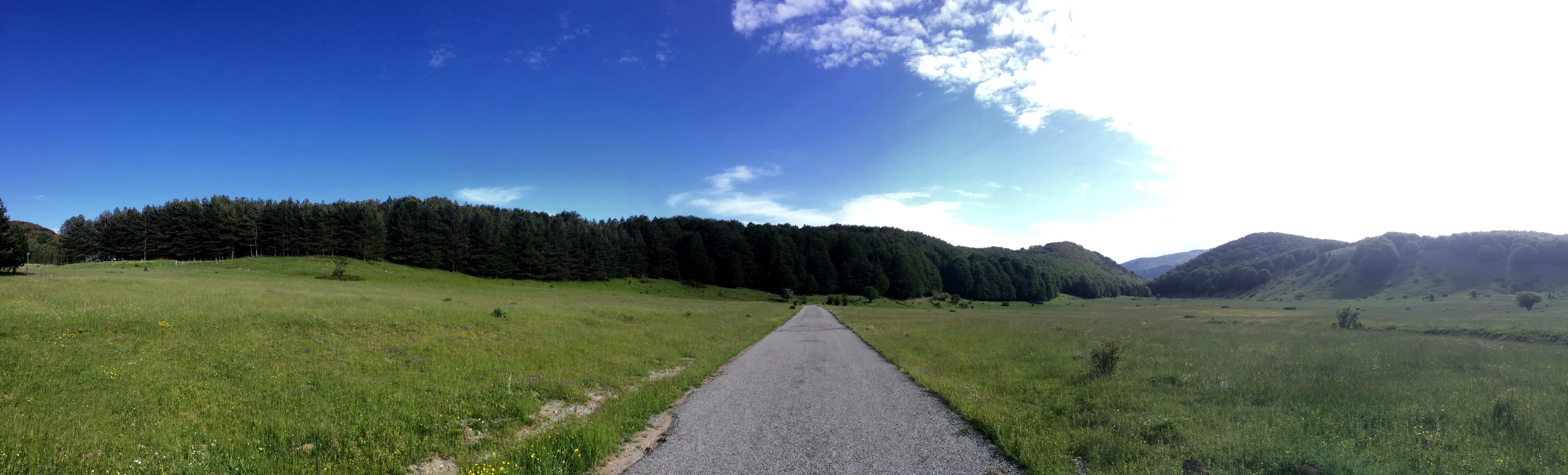
Panoramica a 180° della strada che conduce a Piano Campolongo